# 角银斑蛛
角银斑蛛（学名：Argyrodes ceraosus）为球蛛科银斑蛛属的动物。在中国大陆，分布于海南等地。该物种的模式产地在海南尖峰岭。